# Адамантов, Павел Георгиевич
Адамантов, Павел Георгиевич (13 июня 1871, село Неверово Лукояновского уезда Нижегородской губернии — 1 сентября 1960, г. Висбаден, Германия) — протопресвитер, церковный деятель русской эмиграции.

## Семья
Из старинного священнического рода. Наиболее ранний известный предок — священник села Ачка Сергачской округи Нижегородской губернии Давид Никитич Адамантов (1752—1822).
Его отец, Георгий Васильевич, был простым сельским священником. Однако очень почитаемым. В 1893 года был награждён орденом Св. Анны 3 степени. А с 1911 года являлся духовником своего благочиния.
Мать — Анна Федотовна.
Брат — Иван Георгиевич, земский врач, заведующий психиатрической колонией в г.Балахне.

## Биография
Окончил Нижегородскую духовную семинарию и Казанскую духовную академию (1896), определен на церковную службу за границей, псаломщик Св.-Симеоновского храма российской миссии в Дрездене (1896—1908), диакон Св.-Елизаветинского храма в Висбадене (1908—1921), священник (31.4.1921), настоятель Висбаденского храма (31.4.1921-1946), рукоположение совершил митрополит Евлогий (Георгиевский) в Висбадене, протоиерей (1926), первоначально состоял в юрисдикции митр. Евлогия, но под натиском нацистских властей перешел в юрисдикцию РЗЦ вместе с Висбаденским приходом (1937), вышел за штат по старости (1946), протопресвитер (29.12.1954).

## Интересные факты
- О.Павел был приближён к семье «Императора Всероссийского» Кирилла I Владимировича.
- Жена о. Павла Мария (Мей) принадлежала к дворянскому роду фон Вальденбург (отрасль Гогенцоллернов), и являлась, соответственно, прямым потомком прусского короля Фридриха-Вильгельма I. Таким образом она являлась 5-юродной сестрой Российского Императора Александра II.
- О.Павел приходился двоюродным дядей священномученику Михаилу Петровичу Адамантову (1892—1937).